# Prytysjanske
Prytysjanske, ukrajinsky Притисянське dříve Чонкаш, maďarsky Csonkás, je vesnice v obci Fančikovo, která jej součástí Vinohradivské městské komunity, v okrese Berehovo, v Zakarpatské oblasti na Ukrajině. V roce 2024 zde žilo 124 obyvatel.

## Historie
Do podepsání Trianonské smlouvy byla ves součástí Uherska, poté byla součástí Československa. V době sčítání lidu v roce 1921 zde stály pouze čtyři domy. Koncem 20. a počátkem 30. let 20. století sem byli v rámci agrární reformy československé vlády přesídleni bezzemci z jiných okresů, kteří vytvořili samostatnou osadu.Od roku 1945 byla ves součástí Sovětského svazu, resp. Ukrajinské sovětské socialistické republiky; nakonec od roku 1991 je součástí samostatné Ukrajiny.